# Bodnant Garden
Bodnant Garden je zahrada o rozloze 32 hektarů v majetku National Trust poblíž Tal-y-Cafn v Conwy ve Walesu. 

## Historie
Zahrada byla založena v roce 1875, a byla vytvořena čtyřmi generacemi z Aberconways a je rozdělena do dvou částí: horní část (kolem domu) nabízí obrovské terasy napodobující italské zahrady, pozoruhodné dřeviny a formální trávníky. Nižší část Dell je upravena zalesněným údolím, potoky a divokou zahradou. Součástí Dell jsou mlýn Old Mill s rybníkem a mlýnským náhonem a atraktivním vodopád u řeky Hiraethlyn.

## Zajímavosti
Zahrady jsou rozmanité a zahrnují formální zahrady ohraničené stříhanými živými ploty s okrasnými jezírky a bazény a formální květinové záhony, oblouky ze štědřence Laburnum anygyroides a mnoha palácových zahrad. Bodnant Garden je známé především pro své programy šlechtění rostlin, zvláště odrůd pěnišníků, které jsou pěstované po celém světě. Také pozoruhodné jsou sbírky šácholanů, kamélií, plaménků a hortenzií.
Mlýn Pin Mill byl původně postaven jako altán u sídla Woodchester v Gloucestershire v roce 1730. Byl přestěhován do Bodnant Garden v roce 1930 a znovu postaven na terase v zahradě.

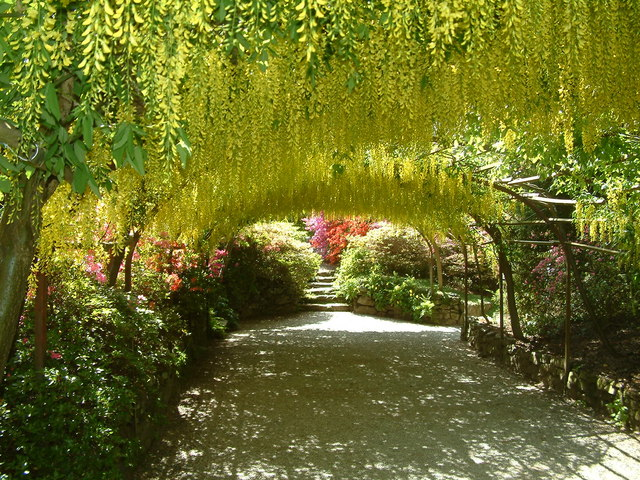
Vistárie

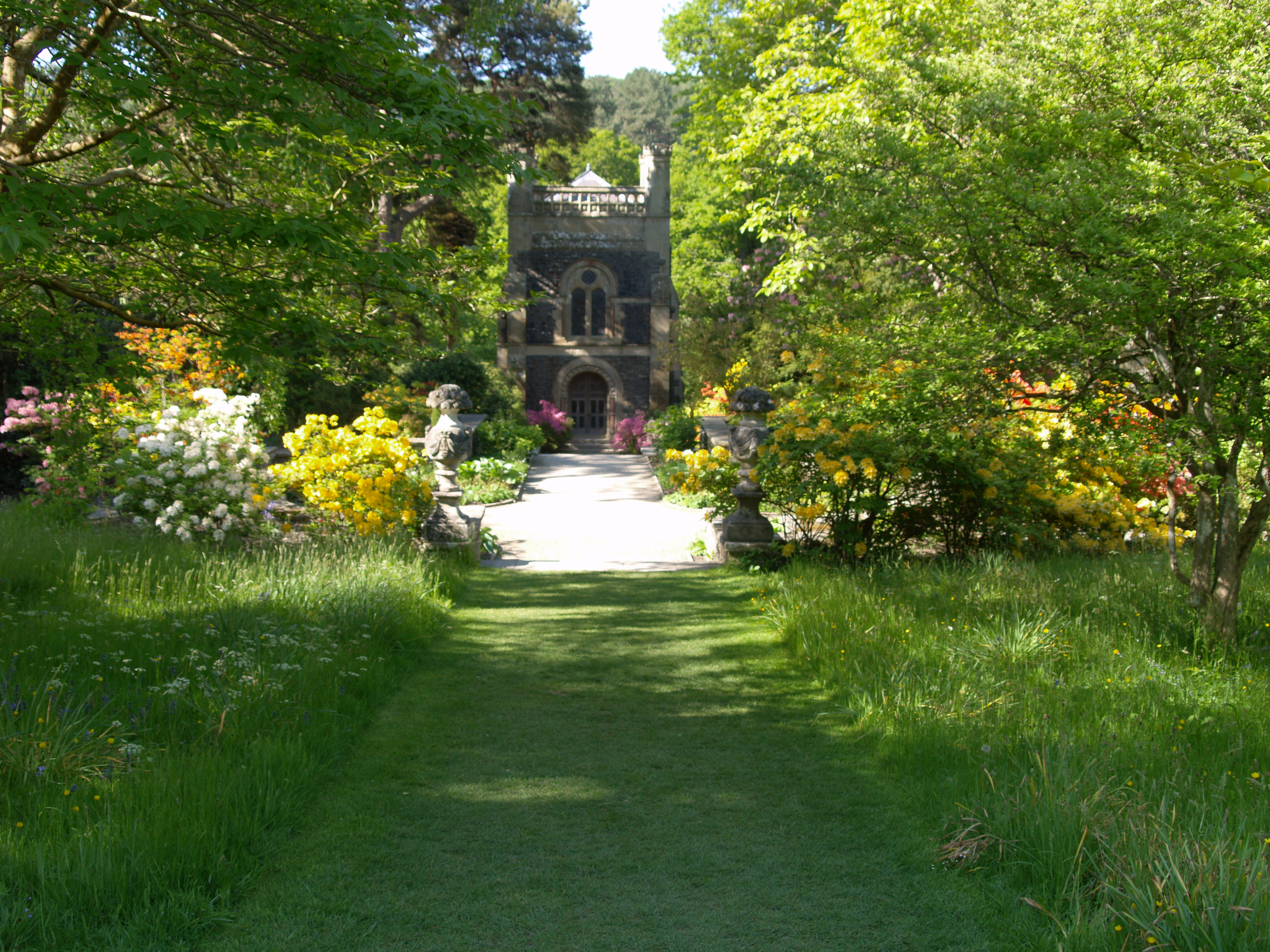
The Poem

## Woodland
Mezi mnoha stromy v Dell a Woodlandu jsou pozoruhodné zejména kalifornské sekvojovce. Jedna z obřích sekvojí (Sequoiadendron giganteum) měří 47,2 m. Další strom ze západní části Spojených států, douglaska Pseudotsuga menziesii, dosahuje 48 m. Z Číny sem byla v roce 1949 dovezena a vysazena metasekvoj Metasequoia glyptostroboides, byla vysazena anonymně. Je to dřevina známá dříve pouze ze zkamenělin a věřilo se, že vyhynula.
Nad Dell je The Poem, rodinné mauzoleum, ze kterého vede síť stezek křovinami k Rozmarýnové zahradě na trávník (oddělený od starého parku ha-ha) a přes trávník okolo zahrady.